# 栗色裸胸鱔
栗色裸胸鱔，又稱栗色裸胸鯙，為輻鰭魚綱鰻鱺目鯙亞目鯙科的其中一種，分布於東太平洋區，從加利福尼亞灣至厄瓜多海域，棲息深度3-36公尺，體長可達150公分，為底棲性魚類，生活在岩石底質海域，夜間活動，屬肉食性，以甲殼類及魚類等為食。

## 擴展閱讀
維基物種上的相關：栗色裸胸鱔